# 軀
軀（むくろ）は、漫画およびそれを原作としたアニメと映画『幽☆遊☆白書』に登場する架空の人物。アニメでは高山みなみが声優を担当する（96話のみ折笠愛が担当）。

## 人物
魔界に強大な国家を形勢している三大妖怪の一人。初登場時は性別が不明であったが、後に女性であることが判明した。作者である冨樫のお気に入りのキャラクターの一人で、作者は彼女の過去をもっと詳しく描きたかったと述べる。モデルは『風の谷のナウシカ』に登場するクシャナ。名前の由来は、死体を意味する「むくろ」からで、冨樫によれば「飛影が付き合うならどんな相手がいいだろうか、などと考えながらできたキャラ」と語っている。
彼女の配下にあった軍事力は、雑兵ですらA級妖怪で構成されているなど三大妖怪の軍事力の中で最も強大であり、彼女はその中から厳選された77人の戦士を直属の側近としていた。浦飯幽助の先祖・雷禅、蔵馬の古い盗賊仲間・黄泉と肩を並べ、500年以上にわたって互いに睨み合いを続けていた。しかし、雷禅の死期が近付くことにより、黄泉と全面戦争になることを見越し、戦力増強目的で飛影を部下としてスカウトした。飛影が人生の大半をかけて探していた氷泪石の持ち主でもある。
その余りの強さゆえに、ほとんどの妖怪たちは彼女との接触を極力避けているため、作中で彼女が実際に戦っているシーンは少ない。黄泉軍が示したデータによると、妖力値と守備力と特殊能力は三大妖怪の中で最も高いが、体力と攻撃力は最も低い。しかし、彼女の部下の説明によると、彼女の能力は精神状態に左右されやすく、魔界統一トーナメントのような和やかな大会では本来の実力の半分程度しか発揮できないという。魔界統一トーナメントの準々決勝（アニメでは準決勝）戦では雷禅の昔の仲間であった煙鬼に敗れたが、本気でキレた時の攻撃力は凄まじく、この本来の実力を魔界統一トーナメントで発揮できれば楽に優勝できたとも評されている。このトーナメントの予選では、他の出場選手たちが彼女の強さに恐れをなして全員棄権したため、不戦勝の形で自動的に彼女の本選進出が決まっていた。
黄泉の諜報員が測定した戦力データ：TP（妖力値）1,575,000、HP（体力）351,000、OP（攻撃力）231,000、DP（守備力）423,000、SP（特殊能力）570,000。アニメ版では、右手で空間を切断できる能力を発揮していた。
連載終了後の雑誌企画で行われたキャラクター人気投票で5位にランクインした。

## 容姿
通常は、丸く大きく開いた右目のみを残して顔全体を包帯で巻き、その上から数多くの呪符を貼り付けている。さらに、両腕は組んだ状態で布で包まれ、錠のようなもので縛っている。顔が売れると動きづらいという理由から、他者に素顔を見せることは滅多になかった。アニメでは包帯を巻いている際は声が加工されていた。
その素顔は、赤味がかった茶髪（アニメ版）のショートヘアの若く美しい風貌の女性だが、顔を含めた右半身が酸により焼け爛れており、右腕と右大腿部は機械化されている。二度目に姿をさらした時には、焼け爛れた体を治しており、爛れているのは顔の右半面のみになっている。飛影に対しては、時雨との戦い後の蘇生中に治す前の全身を見せている。年齢は、飛影はおろか蔵馬や黄泉よりも年上であることが知られている。
魔界統一トーナメント当日、幽助の前で包帯を取って素顔を明かしてからは、包帯を巻いた姿は見られない。

## 性格
一人称は「オレ」。饒舌であり、時々皮肉や冗談も言う。常に悠然として落ち着いているが、ノリや感覚に対して素直に行動する面も見られる。幽助が唐突に魔界統一トーナメントを提案した際には即賛成・即国家解散に踏み切り、これを見て飛影は軀を気に入った。
無秩序な魔界が好きで、現状維持を望み、霊界や人間界に干渉するつもりはないと語っている。そのため、魔界に秩序を求め、魔界の外にも勢力を伸ばそうと企む黄泉とは馬が合わない。雷禅とは対立しながらも、雷禅の死後は墓前に一輪の花を手向けるなどの行動もしている。生前の雷禅も、軀はむしろ幽助と気が合うかもしれないと考えていた。
食人タイプの妖怪であり、雷禅の人間を食することに反対する意見に対しては全部に賛同はしなかったが「これでも我慢している」と配慮を見せる。
側近の戦士の数が77人であるのは特に深い理由はなく、単にこの数字が好きだからであるという。
長年の側近・奇淋によると、戦闘能力が精神状態に大きく左右されるタイプ。最近はかなり穏やかな目になってしまったが、年に一度（誕生日前後）ひどく鬱（うつ）の状態になる時期があり、そのような時には迂闊に近付くと側近でも殺されることがあるという。

## 来歴
魔界の奴隷商人・痴皇の娘であり、玩具奴隷として人生をスタートする。父親との血縁関係は不明（作中では、実母に養育放棄されたかのような描写がある）。
生まれた時から腹を改造され、痴皇に弄ばれる日々を送る。幼少のころの彼女はロングヘアの美少女の容姿だったこともあり、7歳の誕生日に自ら酸をかぶることで痴皇の興味を殺ぎ、捨てられることで自由を手にする。しかし、この時すでに痴皇によって復讐防止策としての催眠（軀が痴皇に殺意を抱こうとすると、痴皇から愛情を受けたという偽の記憶が自動的に蘇る）が施されていた。
その後、目にとまる者一人残らず殺す日が続く（「呪うことだけで強くなった」とは本人談、飛影によれば「呪いのおかげでなく迷いのせい」としている）。いつしか魔界の一角を牛耳れるほどの力を手にし、強大な国家を形成する。この時期は雷禅と共に二大妖怪として君臨していた状態で、黄泉と蔵馬の勢力はまだ小さく、蔵馬は彼女の恐ろしさを既に知っていた。当時飛影はまだ生まれていなかった。
後に、貢物として献上された飛影の氷泪石によって、抱き続けていた憎しみが徐々に癒され、救われる。しかし、依然として誕生日前後になると、痴皇から受けた虐待の記憶と偽の愛情の記憶とが入り混じり、精神不安定に陥っていた。その真実を察した飛影は軀を訪ね、心に土足で踏み入れるような挑発的な行動を取る。その結果軀の怒りを買い、一撃で移動要塞の外まで吹っ飛ばされる（飛影曰く、このとき大会で楽に優勝できるほどの力が出ていた）。
飛影は重傷を負いつつも人間界にまで足を運び、蔵馬から寄生植物のヒトモドキを調達。再び魔界に戻り、軀に父親の優しさの記憶は偽物であったことを明かし、ヒトモドキに寄生させた痴皇をプレゼントする。好きなだけ恨みを晴らし、気が済めば殺せるようにという配慮から、宿主の脳を破壊しない限り宿主の身体を修復して生き続けるヒトモドキが使われたようである。
長年にわたる苦しみから解放された軀の表情（これがラストカットとなる）は、変形した右目も瞳が大きめに描かれ、女性的な微笑をたたえて描かれている。飛影の決めゼリフは「ハッピーバースデイ」。この話以降、軀がどのように暮らしたかは描かれていない。

## 飛影との関係
飛影の相方として作られたキャラクターであり、以下のようなエピソードがある。
- お互いの過去の記憶を共有している。
- 軀は飛影になら全てを見せられると話している。
- 軀は幽助と飛影との絆を、「少しうらやましい」と言ったことがある。
- 軀によって負わされた飛影の傷を見て、蔵馬は痴話ゲンカかとからかった。
- 飛影は軀に誕生日プレゼントを贈り、それによって軀を精神的に救済した。

アニメオリジナルストーリーの魔界統一トーナメントの飛影対軀戦では、二人の関係が原作よりもウェットに描かれている。このことについて監督の阿部紀之は「どこかで互いに支えあっていかないと生きられなかった二人の関係を消化する狙いがあった」と語っている。

## 原作漫画とアニメ版との相違
容姿
キャラデザイナーの大西雅也は、デザインしていて難しかったキャラクターに軀を挙げており、彼女の素顔をアニメでどう処理するか苦労したという。そのため、アニメ版では顔の右側にレンズ付きの布を巻いた姿で描かれるようになった。
顔形についても、原作とアニメで違いがある。原作では比較的幼い顔形で、目はやや垂れ目のレモン型、瞳も丸く大きかった。アニメ版では細めの輪郭に、原作よりも細くて上がった目になっている。髪も原作より長くてボリュームがある。原作はギャップを、アニメは魔界の支配者候補としての貫禄を重視した印象。
暗い過去の憎しみの象徴として、左手首に手枷がついている。
来歴
テレビアニメでは、放送倫理上ストレートに「玩具奴隷」という設定が使えないために、「囚われの身」という曖昧な表現にされている。物心ついた時には全ての記憶がなく、自由のない生活を送っていたが耐えかねて脱走。この時すでに半身は爛れ、機械化されていた。その後は、周りの全てに対する憎しみを込めて戦い続け、気がつけば魔界の一角を支配するほどの権力を手にしていたが、幽閉生活の名残である手枷は何をしても外れず、暗い過去の憎しみの象徴と称する。
能力
空間を切断する能力はアニメのオリジナル。対飛影戦で使用。右手を振りぬいた軌跡に沿って空間が切り裂かれる。性質上、どんな硬度を持った物質でも空間ごと断裂されてしまうため防御できない。
桑原の次元刀と似た能力だが、切り裂いた空間に入り込んでの移動や、結界の切断ができるのかは不明。ただ、切り裂いたら少しの時間をおいて勝手に戻っていた次元刀と違い、斬られた空間の線はそのままであるため、後でその切断面に触れると自動的にまた切断されてしまう設置トラップのような効果もある。
飛影vs軀戦
原作漫画act.172「SPECIAL DAY」はアニメ化されていない。そのかわりに、魔界統一トーナメントでの飛影との試合がオリジナルに描かれ、この話が「SPECIAL DAY」と似た役割を果たしている。
戦いの中で、飛影と軀は相手の生きる意味や目的を問い、過去の癒えない傷を抉りあう。複雑な心理描写が絡み合う話であった。
試合は終始、飛影が攻撃し続けるが、軀は淡々とそれをかわし続ける、本気を出さない軀に対し飛影が、女としての女々しいこだわりが捨てられないからだと図星を言い、軀の容赦ない反撃を誘う（このシーンは原作にて飛影を移動要塞から殴り飛ばすシーンとほぼ同じ）。このとき以外は、主に軀が力をセーブし、飛影が自分自身と向き合えるように誘導しながら戦っている。
試合は飛影視点と軀視点が交互に入れ替わる形で描写される。そのため、試合に臨む両者の複雑な心情が断片的に描かれる。例えば、軀は試合中盤、これ以上飛影と長く戦っていたくないという理由から、飛影が黒龍波を撃たなければならない状況に追いこもうとする。一方、追い込まれた飛影は、本当なら軀に黒龍波など使いたくなかったとつぶやく。黒龍波vs軀の決着がつく直前、極限状態の中で2人は無意識的にお互いの名前を絶叫する。
試合は軀が黒龍波を破っての圧倒的勝利だったが、試合後には軀が長年外すことができなかった手枷が壊れる。飛影のこのときの決めゼリフは「全ての憎しみはもう昔のものだ。お前（軀）にはもう必要ないはずだ」「全てを捨てるのは早すぎるな、お前も、俺も」という意味深なものである。軀によって飛影は過去の呪縛と決別し、同時に飛影によって軀が過去の憎しみから解き放たれる。アニメ版完結に向けて、飛影と軀の関係をドラマティックに消化したオリジナルストーリーであった。